# Euclasta pauli
Euclasta pauli is een vlinder van de familie van de grasmotten (Crambidae). De wetenschappelijke naam van deze soort is voor het eerst voorgesteld door Aurelian Popescu-Gorj en Alin Constantinescu in een publicatie uit 1973. De spanwijdte van het mannetje bedraagt 28 tot 31 millimeter en van het vrouwtje 28 tot 34 millimeter.
De soort komt voor in Zuid-Afrika.